# Liste jüdischer Friedhöfe in der Slowakei
Die Liste jüdischer Friedhöfe in der Slowakei  gibt einen Überblick zu jüdischen Friedhöfen (Židovský cintorín) in der Slowakei. Aufgeführt sind nur diejenigen Friedhöfe, für die in der deutschsprachigen Wikipedia Artikel existieren. Die Sortierung erfolgt alphabetisch nach den Ortsnamen.

## Liste der Friedhöfe
| Bezeichnung                            | Bild           | Ort                  | Kraj    |
| -------------------------------------- | -------------- | -------------------- | ------- |
| Jüdischer Friedhof (Beckov)            | weitere Bilder | Beckov (Lage)        | Trenčín |
| Jüdischer Friedhof (Dolný Kubín)       | weitere Bilder | Dolný Kubín (Lage)   | Žilina  |
| Jüdischer Friedhof (Humenné)           | weitere Bilder | Humenné (Lage)       | Prešov  |
| Jüdischer Friedhof (Komárno)           | weitere Bilder | Komárno (Lage)       | Nitra   |
| Neologer jüdischer Friedhof (Prešov)   | weitere Bilder | Prešov (Lage)        | Prešov  |
| Orthodoxer jüdischer Friedhof (Prešov) | weitere Bilder | Prešov (Lage)        | Prešov  |
| Alter jüdischer Friedhof (Skalica)     | weitere Bilder | Skalica (Lage)       | Trnava  |
| Neuer jüdischer Friedhof (Skalica)     | weitere Bilder | Skalica (Lage)       | Trnava  |
| Jüdischer Friedhof (Somotor)           | weitere Bilder | Somotor (Lage)       | Košice  |
| Jüdischer Friedhof (Stará Ľubovňa)     | weitere Bilder | Stará Ľubovňa (Lage) | Prešov  |
| Jüdischer Friedhof (Sučany)            | weitere Bilder | Sučany (Lage)        | Žilina  |
| Jüdischer Friedhof (Trstín)            | weitere Bilder | Trstín (Lage)        | Trnava  |
| Jüdischer Friedhof (Vrbové)            | weitere Bilder | Vrbové (Lage)        | Trnava  |
| Jüdischer Friedhof (Žilina)            | weitere Bilder | Žilina (Lage)        | Žilina  |